# Ngân hàng thương mại cổ phần Sài Gòn Công Thương
Ngân hàng Thương mại cổ phần Sài Gòn Công Thương (tên giao dịch: Saigon Bank for Industry and Trade, viết tắt: Saigonbank) là một ngân hàng tại Việt Nam, đây là ngân hàng thương mại cổ phần đầu tiên được thành lập tại Việt Nam.

## Lịch sử
Saigonbank được thành lập vào ngày 16 tháng 10 năm 1987 với số vốn điều lệ ban đầu là 650 triệu đồng, trước khi Luật Công ty và Pháp lệnh Ngân hàng được ban hành.
Sau nhiều lần tăng vốn và mở rộng quy mô, hiện Saigonbank có vốn điều lệ đạt hơn 3.000 tỷ đồng và có lượng nhân viên hơn 1.500 người trải dài khắp cả nước với khoảng 90 điểm giao dịch.

## Nổi bật
- Là ngân hàng thương mại cổ phần đầu tiên tại Việt Nam[1].
- Nhiều năm liền tài trợ cuộc thi Chuông vàng vọng cổ truyền hình của Đài Truyền hình Thành phố Hồ Chí Minh.
- Huân chương Lao động hạng Ba (2007)[2]